# Nevsky Express

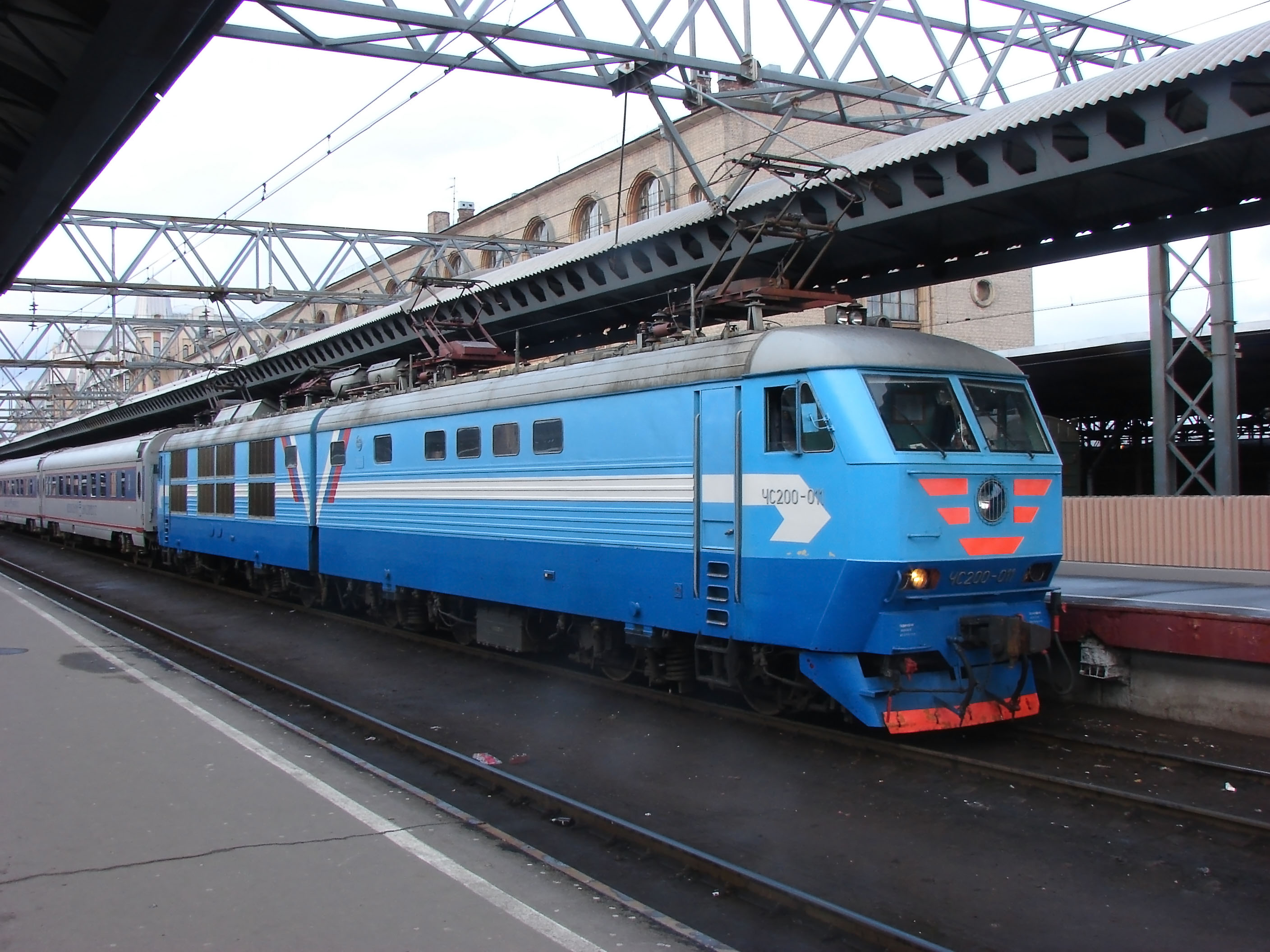
Locomotora en la Estación de Moskovsky de San Petersburgo.

El Nevsky Express (en ruso: Невский экспресс) es un tren de alta velocidad perteneciente a la red de Ferrocarriles Rusos (Rossiyskie Zheleznye Dorogi (RZhD)). Realiza la ruta entre la estación de Leningradsky en Moscú y la terminal ferroviaria Moskovsky en San Petersburgo en 4 horas y 30 minutos. El tren circula a una velocidad máxima de 200 km/h y no realiza paradas intermedias.

## Atentados
El tren ha sufrido, desde 2001, año de puesta en funcionamiento de la línea, 2 ataques terroristas.
El primero de ellos tuvo lugar el 13 de agosto de 2007 cuando el tren circulaba a 185 km/h. Una explosión provocó el descarrilamiento de la locomotora y los vagones dejando cerca de 60 heridos. 
El 27 de noviembre de 2009, otro atentado con bomba, cerca de la ciudad Bologoye (Óblast de Tver), causó 25 muertos y más de 100 heridos.